# Ernst Kraas (Mediziner, 1941)
Ernst Kraas (* 30. September 1941 in Halle (Saale)) ist ein deutscher Chirurg und Hochschullehrer. Er arbeitete vor allem auf dem Gebiet der Viszeralchirurgie und gilt als Pionier der laparoskopischen Chirurgie.

## Leben
Nach seiner Ausbildung zum Facharzt für Chirurgie an der Westberliner Universitätsklinik der FU Berlin bei  Emil Bücherl ging er 1980 für einen Auslandsaufenthalt an die Harvard Medical School, Boston/USA. Bis 1984 arbeitete er an der Chirurgischen Universitätsklinik Hamburg-Eppendorf bei  Hans-Wilhelm Schreiber. 1984 wurde er Chefarzt am Krankenhaus Moabit Berlin, ab 2001 Chefarzt und Leiter des Zentrums für Minimal-Invasive Chirurgie der DRK Kliniken Berlin Westend. Von  1989 bis 2011 war er Schriftführer der Berliner Chirurgischen Gesellschaft, von 2009 bis 2014 Vorsitzender der Deutschen Gesellschaft für Krankenhausgeschichte. Zudem ist er Mitgründer des Fördervereins »Kunst in den DRK Kliniken Berlin Westend« und Kuratoriumsmitglied der Stiftung Figuren im Park.

## Wirken
Ernst Kraas führte 1990 die erste Gallenblasenentfernung per Laparoskop in Berlin durch. 1991 konnte er als erster in Europa über eine Serie von 1000 erfolgreichen laparoskopischen Gallensteinoperationen berichten.

## Veröffentlichungen (Auswahl)
- "-- im Trunk der Augen": Gottfried Benn--Arzt und Dichter in der Pathologie Westend. Wallstein Verlag, Göttingen 2008, ISBN 978-3-8353-0260-0.
- 300 Jahre deutsch-japanische Beziehungen in der Medizin: = Nichi-Doku-igaku-kōryū-no-sambyaku-nen. Springer, Tokyo Berlin Heidelberg 1992, ISBN 978-3-540-53851-6.
- Außereuropäische und europäische Hospital- und Krankenhausgeschichte: ein Vergleich (= Historia hospitalium. Band 28). LIT Verl. Hopf, Münster 2013, ISBN 978-3-643-12341-1.
- Krankenhausgeschichte heute: was heißt und zu welchem Ende studiert man Hospital- und Krankenhausgeschichte? (= Historia hospitalium. Band 27). Lit, Berlin Münster 2011, ISBN 978-3-643-11287-3.

Herausgeberschaft:
- Rebecca Schwoch: Die Verfolgten (= Deutsche Gesellschaft für Chirurgie 1933–1945. Band 2). Kaden Verlag, Heidelberg 2019, ISBN 978-3-942825-60-3.